# Lepisorus likiangensis
Lepisorus likiangensis är en stensöteväxtart som beskrevs av Ren-Chang Ching och S. K. Wu. Lepisorus likiangensis ingår i släktet Lepisorus och familjen Polypodiaceae. Inga underarter finns listade.